# Combretum apiculatum
Combretum apiculatum är en tvåhjärtbladig växtart. Combretum apiculatum ingår i släktet Combretum och familjen Combretaceae.

## Underarter
Arten delas in i följande underarter:
- C. a. apiculatum
- C. a. leutweinii